# Eiland (Leudal)
Eiland (Limburgs: Eilandj) is een buurtschap in de gemeente Leudal in de Nederlandse provincie Limburg. Zij is gelegen vlak ten zuiden van de dorpskern van Neer, op de rechteroever van de Neerbeek. Van oudsher behoorde ze tot de gemeente Neer en vanaf 1991 tot het ontstaan van de gemeente Leudal in 2007 tot de gemeente Roggel en Neer.
De buurtschap ligt in het rivierdal van de Maas, op een landtong tussen de Maas en de Neerbeek. Ze wordt met een brug met Neer verbonden. Er bevinden zich circa 15 woningen en boerderijen die gesitueerd zijn langs de gelijknamige straat Eiland, de Hagendoorn en de Rohrstraat. Qua adressering valt de buurtschap geheel onder de woonplaats Neer. Ten zuiden van Eiland ligt de buurtschap Gendijk.
Op de hoek Eiland-Rohrstraat staat de Sint-Antoniuskapel, een 17e-eeuwse veldkapel.
Dorpen: Baexem · Buggenum · Ell · Grathem · Haelen · Haler · Heibloem · Heythuysen · Horn · Hunsel · Ittervoort · Kelpen-Oler · Neer · Neeritter · Nunhem · Roggel

Buurtschappen: Aan de Bergen · Aan het Broek · Achter het Klooster · Asbroek · Beekkant · Berik · Blenkert · Brumholt · Caluna · Castert · De Horck · Dries · Eiland · Eind · Ellerhei · Gendijk · Geneijgen · Gerhegge · Haelense Broek · Hanssum · Heiakker · Heide (Heythuysen) · Heide (Roggel) · Heioord · Heugde · Hoek · Hollander · Hoogschans · Hoogstraat · De Horck · Kappert · Karreveld · Keizerbos · Kinkhoven · Laak · Maxet · Mortel · Nijken · Op de Bos · Ophoven · Overhaelen · Roligt · Santfort (deels) · Schaapsbrug · Schans (Ell) · Schans (Roggel) · Schillersheide · Smidstraat · Strubben · Uffelse · Venne · Vestjenshoek · Vlaas · Waije

Voormalige gemeenten: Haelen · Heythuysen · Hunsel · Roggel en Neer

Limburg: Steden en dorpen      Nederland: Provincies · Gemeenten